# Феофіл (Печерський)
Архиєпи́скоп Фео́філ (? — 26 жовтня 1484) — архієпископ Великоновгородський і Псковський. Прославлений в лику як Фео́філ Печерський. Пам'ять здійснюється 26 жовтня і 8 листопада.

## Життєпис
Після упокоєння святого Йони в 1471 році, 5 грудня був вибраний шляхом жеребкування на святительське місце в Новгород і Псков протодиякон і ризничий Отенської пустині, Феофіл.
Після того, як московський князь Іван III проголосив Новгород своєю вотчиною, Феофіл відмовився прийняти хіротонію (висвячення) у Москві. Незважаючи на розрив дипломатичних стосунків з Московським князівством прп. Феофіл не зважився взяти архієрейське висвячення у Києві.
1478 році святитель намарно переконував князя зняти осаду, але Іван ІІІ зайшов в Новгород.
19 січня 1480 р., через два роки після остаточної ліквідації незалежності Новгорода, архієпископ Феофіл був скинутий з кафедри, нібито за таємні зв'язки з Литвою і засланий у Москву до Чудова монастиря.
Про смерть свт. Феофіла існує кілька різних версій. За одною, він представився у Чудновому монастирі за іншою, «положен бысть в Великом Новеграде» у Софійському соборі. За останньою версією, наприкінці життя важко хворий свт. Феофіл, виконуючи давню обітницю поклонитися лаврським святим, повелів везти себе до Києва. Але він помер у дорозі коло Дніпра. Тіло владики в просмоленій колоді пустили по Дніпру, і воно пристало до берега біля стін Печерського монастиря. По тому архієпископ був похований у Дальніх печерах, де його мощі спочивають і зараз.
Відомості про духовні подвиги Феофіла не збереглися; його святість підтверджують посмертні чудеса від його мощей, зафіксовані в Києво-Печерській Лаврі.

В акафісті всім Печерським преподобним про нього сказано: 
|  | «Радуйся, святителю Феофіле, пастирю добрий, бо за паству свою ти готовий був життя віддати». |

.

## Мощі
Його нетлінні мощі зберігаються в Дальніх печерах, неподалік мощей Арсенія Працелюбного та недалеко від підземної церкви Благовіщення Пресвятої Богородиці.
Помер у віці 60–70 років. У прп. Феофіла, єпископа Новгородського (до речі, на час смерті він був найстаршим з-поміж досліджених), спостерігалася обмежена рухливість у кульшових (тазостегнових) суглобах. Мабуть, він вже не міг самостійно ходити. Ріст святителя був 172~176 см.

## Пам'ять
Пам’ять преподобного Феофіла вшановується 26 жовтня і 8 листопада.

## Джерело
- Святитель Феофіл, архієпископ Новгородський (?- бл. 1482 р. або 1484 р.)
- Прп. Феофил, еп. Новгородский